# Benito Pérez Jáuregui
Benito Pérez Jáuregui   (Zaldibia, 8 de febrer de 1912 - Arrasate, 30 de març de 1959) fou un futbolista basc de les dècades de 1930 i 1940.

## Trajectòria
Fou un defensa guipuscoà que passà la major part de la seva vida esportiva al RCD Espanyol. Després de jugar al Reial Valladolid i a la Reial Societat de Sant Sebastià fitxà per l'Espanyol l'any 1932 quan només tenia 20 anys. Romangué a l'Espanyol durant gairebé una dècada, fins al 1941. Formà una gran parella defensiva amb Ricard Teruel, que jugava a la dreta, mentre ell cobria la part esquerra de la defensa. Fou el capità de l'equip que guanyà la Copa d'Espanya el 30 de juny de 1940 a Vallecas, segona del club blanc i blau. A més guanyà els Campionats de Catalunya de les temporades 1932-33, 1936-37 i 1939-40. El 1941 marxà al Reial Saragossa, on jugà quatre temporades més, una d'elles a primera divisió i la resta a Segona. Disputà cinc partits amb la selecció catalana, tres d'ells després de la Guerra Civil.

## Palmarès
- Campionat de Catalunya de futbol:
  - 1932-33, 1936-37, 1939-40
- Copa espanyola:
  - 1939-40